# شیلهه
شیلهَه (Šilhaha) یکی از شاهان ایلام باستان در جنوب غربی ایران بود.
اپرتی (Eparti) پس از رسیدن به تاج و تخت ایلام، پسرش شیلهه را به مقام شاهزاده شوش رساند، اما این شاهزاده که پس از درگذشت پدر به احتمال زیاد مدتی طولانی بر مسند شاهی باقی‌ماند، چنان شهرت و نامی از خود باقی گذاشت که خاطره اپرتی را به عنوان بنیانگذار این دودمان در میان نسل‌های بعد زدود؛ چنان‌که وی را بانی این دودمان دانسته‌اند. حتی پس از گذشت افزون بر پانصد سال، یکی از شاهان ایلامی نام شیلهه را در کتیبه خویش در زمره نام‌های نیرومندی به شمار آورده و از آن برای شکستن طلسم استمداد کرده‌است.

## لقب نماینده بزرگ
شیلهه به عنوان جانشین پدر، خود را «نماینده بزرگ، شاه - پدر انشان و شوش» می‌خواند. با این عنوان برای نخستین بار در ایلام لقب «نماینده بزرگ» یا «پیامبر بزرگ» پدیدار می‌گردد. دکتر ارفعی بر این اعتقاد هستند که لقب یاد شده بیش از هر چیز رنگ و بوی مذهبی داشته تا سیاسی. در این هنگام، پادشاه بابل به احتمال زیاد اپیل - سین بود و آشکار است که شیلهه قادر نبود در دراز مدت در برابر حکومت‌های مقتدر آن دوران، استقلال ملی را که پدر وی به سختی آن را تحصیل کرده بود، نگه دارد. پس از شیلهه، عنوان پر افتخار «شاه انشان و شوش» در متون مربوط به فرمانروایان ایلام ناپدید می‌گردد، و تنها بار دیگر در دوران کلاسیک تاریخ ایلام و از هنگام پادشاهی هومبان (همان گل است که به این صورت نیز خوانده می‌شود) حوالی ۱۲۵۰ پ. م، به مثابه یک لقب پادشاهی به کار گرفته می‌شود.
شیلهه در ۱۸۳۰ پ. م، پس از نشستن بر تخت پادشاهی ایلام، خواهرزاده خود اَتَ - هوشو را به مقام شاهزاده شوش منصوب کرد (کامرون از ات - هوشو به عنوان شاهزاده شوش در عهد فرمانروایی شیلهه نام نمی‌برد. اما از یک ات - هوشو که خود را خواهر زاده شیلهه می‌خواند، سخن می‌گوید که پس از کودوزولوش به پادشاهی ایلام می‌رسد. احتمال دارد که این همان ات - هوشویی باشد که به گفته هینتس در زمان شیلهه، شاهزاده شوش بوده‌است. رک: کامرون تاریخ ایلام آغازین). این اقدام شیلهه به احتمال زیاد بدان سبب بود که وی فرزند پسر نداشت. دربارهٔ پدر اَتَ - هوشو نیز سند و مدرکی به دست نیامده است. احتمال دارد که وی پسر برادر شیلهه بوده باشد.

## برپایی بناها و پرستشگاه‌ها
ات - هوشو همچون پدر بزرگش اپرتی و دایی خویش شیلهه معبدی را برای این - شوشینک در شهر شوش بنا نهاد. وی همچنین بنای معبد ایزد ماه را که اپرتی و شیلهه آغاز کرده بودند، به پایان برد. افزون بر این، اَتَ - هوشو در اواخر عمر در معبد یکی برای نروندی، ایزدبانوی پیروزی که همان رب‌النوع اکدی آنونی توم است، و دیگری را به استناد مدارک کتبی اکدی برای بانوی بزرگ، الهه نین - گال، که به احتمال فراوان همان ایزدبانو پی‌نی‌کیر ایلامی است، برپا ساخت.
به غیر از بناهای مذهبی، اَتَ - هوشو اقدام به برپایی «برجی» نمود که بی‌تردید کافی محصور بوده‌است؛ و سرانجام این که وی فرمان ساختن «سنگ یادمان عدالت» را در مرکز بازار شهر صادر کرد که ظاهراً بر روی آن نرخ کالاهای اساسی و مورد نیاز مردم ثبت می‌شد. بر کتیبه بالای این سنگ یادمان از نهونته، ایزد خورشید یاری طلبیده شد تا معاملات به بهای مناسب انجام پذیرد.
شیلهه در ۱۸۰۰ پ. م درگذشت که در این هنگام ات - هوشو در قید حیات نبود. از این رو برادر جوانترش شیروکدوه پادشاه ایلام شد.

## خواهر شیلهه
چهره دیگری که در آغاز دودمان پادشاهی اِپَرتی بر ما شناخته شده، دختر اوست. نام این شاهزاده خانم در اسناد ثبت نشده، اما از او به عنوان خواهر شیلهه یاد گشته که مقام نیای مادری این دودمان را به خود اختصاص می‌دهد. در روزگاران بعد تنها کسانی شایسته دستیابی به مقام پادشاهی بودند که از نسل خواهر شیلهه باشند؛ بنابراین، آشکار می‌گردد که در ایلام زنان نقش مهمی داشته و وراثت در سلطنت از برادر به برادر، تنها در مورد آنانی صادق بوده که از نیای مادری معنی بوده باشند.